# Lagoa dos Patos (Minas Gerais)
Lagoa dos Patos é um município brasileiro do estado de Minas Gerais. Sua população recenseada em 2022 era de 3 313 habitantes.
Lagoa dos Patos está localizada a cerca de 20 quilômetros a leste do rio São Francisco e a 106 quilômetros do maior município da região, Montes Claros. São municípios limítrofes com Lagoa dos Patos: Várzea da Palma, Jequitaí, Buritizeiro, São João da Lagoa, Ibiaí e Coração de Jesus. Integra a microrregião de Pirapora.

## História
O município de Lagoa dos Patos surgiu entorno de 1910, as margens de uma estrada por onde passavam tropeiros de Coração de Jesus para Pirapora, com a chegada do forasteiro conhecido como Aniceto Pedreiro. Este senhor que não revela sua profissão com o nome, apesar de pedreiro como chamado, ele era folião de reis, em sua companhia haviam muitas mulheres e poucos homens, eles iam de fazenda em fazenda, tocavam e cantavam Folia do Bom Jesus.
Aniceto Pedreiro não permaneceu aqui por muitos anos, mas foi o suficiente para dar inicio a historia da cidade. Como forasteiro, não tinha lugar fixo, Aniceto afincou neste território o marco construindo seu rancho as margens do córrego boqueirão, para sua sobrevivência plantou mandioca, milho, feijão, cana de açúcar e fumo. chamou aqui de Estrela do Bom Jesus. O senhor Aniceto Pedreiro vendia além de mantimentos, pinga e fumo roleiro, que era produção dele, como não haviam outras vendas o pessoal das fazendas frequentavam a sua venda para dançar, beber e fumar.
Muitos agregados tomaram gosto e construíram seus ranchos ali, daí foi se criando o povoado que devido ao costume do povo, foi chamado de Pita e Bebe, posteriormente foi chamado também de "pitão".
A igreja católica iniciada por Aniceto Pedreiro era uma simples capela. Com o tempo os moradores sentiram necessidade de construir uma capela maior, foram os moradores da localidade que planejaram sua arquitetura, a conclusão da obra foi mais ou menos em 1953. Após se formar uma pequena comunidade, com seu crescimento, em 1932, tornou-se distrito de Coração de Jesus e, em 1962, emancipou-se em município.  O topônimo surgiu quando em 1903, se construiu uma pequena represa no córrego Boqueirão, provocando a formação de considerável lagoa. Logo depois ela ela passou a ser o habitat de Patos Selvagens. Sem causa conhecida, a lagoa se transformou num pantanal causando o êxodo das aves. Em 1924 a "revoada dos patos", no desempenho de sua função surgiram o nome de Lagoa dos Patos para o povoado, que foi acatado.
Com os anos o distrito foi criado com a denominação de Lagoa dos Patos, pela lei nº 336, de 27 de dezembro de 1948, com terras desmembradas dos distritos de Coração de Jesus e Ibiaí, subordinado ao município de Coração de Jesus. Assim permanecendo em divisão territorial datada de 1º de julho de 1960. Elevado à categoria de município com a denominação de Lagoa dos Patos, pela lei Estadual nº 2764 de 30 de dezembro de 1962, desmembrado de Coração de Jesus. O antigo distrito de Lagoa dos Patos, torna-se a sede do município, sendo instalado em 31 de março de 1962.

## Economia
As principais atividades econômicas são a produção de carvão vegetal, a pecuária e a agricultura de subsistência. O Produto Interno Bruto em 2005 foi de R$14.041.000,00. Atualmente existem na cidade um total de uma agência bancária, além de outros três correspondentes que também realizam serviços bancários, e os CORREIOS que mesmo com atendimento precário, presta algum ou nenhum atendimento como correspondente do banco do Brasil, a frota de automóveis somava no ano de 2012 um total de 587 veículos, e atualmente existem  2 postos de saúde da família e um centro de saúde básica.

## Desenvolvimento
Com o intuito do desenvolvimento no município de Lagoa dos Patos, foi implantada a Sala Mineira do Empreendedor, que é uma parceria entre o SEBRAE, JUCEMG e as prefeituras de Minas Gerais, com a intenção de ajudar os empreendedores. A emissão de notas fiscais eletrônicas são gratuitas para o microempreendedor individual prestador de serviço, pode ser emitidas através do site oficial da sala mineira do empreendedor de Lagoa dos Patos.

## Agricultura
Na área rural, havia 248 estabelecimentos. entre fazendas, sítios e chácaras espalhando-se por uma área de 41.000 hectares, dos quais 4.000 eram dedicados à lavoura. Cerca de 900 pessoas trabalhavam na agricultura. A população bovina era de 23.000 cabeças. Os principais produtos cultivados em Lagoa dos Patos são arroz, feijão e milho, mas, o que realmente move a cidade é a produção ilegal de carvão vegetal, que vêem nesta atividade uma saída a falta de emprego e o sustento da família.

## Cultura
Em Lagoa dos Patos, é sempre tempo de festas, seja festas religiosas, festa de bairros, bares e as festas promovidas pela prefeitura para o desfrute de toda a população lagoa-patense. dentre estas podemos citar a tradicional festa de Ação Global que era realizada em suas primeiras edições no mês de maio e mais tarde foi passada para o mês de setembro e passou a chamar-se Ação Social Municipal. outra festa que foi implantada recentemente no município foi o "Arraia Lagopatense" e caiu no gosto de todos da região que vão a Lagoa dos Patos em busca de diversão.

## Política
O ex-prefeito Warmillon Fonseca Braga (DEM) foi preso preventivamente em julho de 2013 durante a Operação Violência Invisível, depois de colecionar quase uma centena de processos por improbidade administrativa na justiça. Foi condenado novamente em março de 2014 a 10 anos de prisão, quatro em regime semiaberto, por fraude em licitação e desvio de recursos para a realização de um show em Pirapora. No comando das prefeituras de Pirapora e Lagoa dos Patos teria acumulado um patrimônio que ultrapassa 70 milhões de reais, nove vezes a receita tributária de Pirapora e 156 vezes a de Lagoa dos Patos. Eram cúmplices no esquema sua esposa, Marcella Machado Ribas Fonseca, irmã, Veronice Fonseca Braga de Carvalho e sobrinha, Anne Fonseca Braga de Carvalho. O esquema funcionava com as empresas vencedoras das licitações depositando propinas, muitas delas em espécie, nas contas de colaboradores do político. Os recursos depois eram sacados e investidos em bens para dar uma fachada legal.